# Јадро
Јадро је река понорница у јужној Хрватској, у Далмацији. Ово је мала река дужине 4,3 km, али је изузетно богата водом. Извире у подножју планине Мосор, из јаког врела, а улива се у Јадранско море испод Солина, у Каштелански залив. Поред ушћа реке Јадро у Јадранско море налази се полуострво Врањиц. Велику количину воде реке Јадро користе градски водоводи Сплита, Трогира и Каштела.
У изворском делу реке јављају се бројни брзаци и дубљи делови, а има и пуно воденог биља. У доњем делу тока Јадро тече кроз Солин и ту је нешто шира и мирнија, а водена вегетација бујнија. Пошто доњим током протиче кроз густо насељен крај река је доста загађена и у њој се може наћи доста чврстог отпада, а и већина кућа око реке испушта канализацију директно у њу.
Горњи ток реке проглашен је 1984. године посебним ихтиолошким резерватом. Површина тог ихтиолошког резервата је око 78.000 m², а то представља водоток реке Јадро од извора до Уводића моста (општина Клис и град Солин).
У реци живи ендемска врста мекоуста пастрмка (Salmothymus obtusirostris salonitana) која је угрожена због убацивања инвазивне врсте у реку - калифорнијске пастрмке. Сем мекоусне пастрмке, у Јадру живи још и калифорнијска пастрмка, поточна пастрмка и јегуља.